# The Walt Disney Company
The Walt Disney Company (NYSE: DIS), conhecida simplesmente como Disney, é uma companhia multinacional estadunidense de mídia de massa sediada no Walt Disney Studios, em Burbank, Califórnia. Em dezembro de 2017 após a compra da 21st Century Fox, a empresa se tornou o maior conglomerado de mídia e entretenimento do planeta por receita, passando assim a Comcast.
A Disney foi fundada em 16 de outubro de 1923, por Walt Disney e Roy Oliver Disney com o nome de Disney Brothers Cartoon Studios e estabeleceu-se como pioneira na indústria de animação, até diversificar seus produtos para filmes em live-action, redes de televisão e parques temáticos. A companhia também operou sob o nome Walt Disney Studio e Walt Disney Productions. A empresa leva seu nome atual desde 1986, época em que expandiu suas produções para o teatro, rádio, música, publicidade e mídia online. A Disney também criou novas divisões corporativas com o objetivo de comercializar conteúdo para adultos, como a Touchstone Pictures, visto que sua marca principal, Disney, está associada a filmes para todos os públicos, como chamado no meio cinematográfico, uma empresa "family friendly".
A empresa é mais conhecida pelos seus estúdios de cinema, o Walt Disney Studios, que é hoje um dos maiores e mais conhecidos estúdios de Hollywood. A Disney também tem a propriedade e opera a rede de televisão ABC; redes de televisão por assinatura, como Disney Channel, ESPN, A+E Networks e Freeform; divisões de publicidade, de merchandising e de teatro; A companhia possui e licencia 14 parques temáticos ao redor do mundo, além de uma divisão musical de sucesso. As suas maiores aquisições foram a ABC em 1996, por 19 bilhões de dólares, a Pixar em 2006 por 7 bilhões de dólares, a Marvel Entertainment Inc. em 2009 por 4 bilhões de dólares, a Lucasfilm, em 2012 pelo mesmo valor da Marvel e a 21st Century Fox em 2017 por 71 bilhões de dólares.
A Disney faz parte do Dow Jones Industrial Average desde 6 de maio de 1991. Uma criação antiga e bastante conhecida dos desenhos animados da empresa, o Mickey Mouse, é o símbolo principal da The Walt Disney Company.

## História

### EraWalt Disney(1923-1964)

#### 1923–1928: Era Mudo

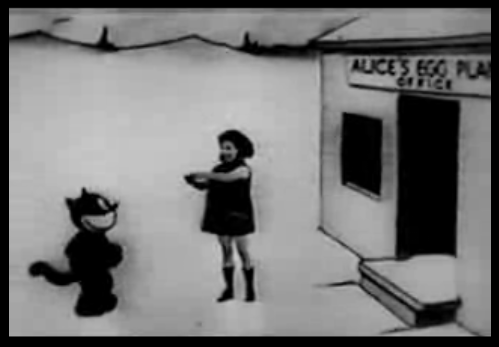
Alice Comedies, episódio Alice's Egg Plant (1925)

No início de 1923, em Kansas City, Missouri, o animador Walt Disney criou um curta-metragem intitulado Alice's Wonderland, que contou com a atriz mirim Virginia Davis interagindo com personagens animados. Em 1923, após a falência de sua primeira firma, a Laugh-O-Gram Films, Walt Disney mudou-se para Hollywood para se juntar a seu irmão, Roy O. Disney. A distribuidora de filmes, Margaret J. Winkler, da MJ Winkler Productions contactou Disney, com planos para distribuir uma série de Alice Comedies, comprada por 1,5 mil dólares por carretel com Walt Disney sendo um parceiro de produção. Walt e Roy Disney formaram no mesmo ano a Disney Brothers Animation Studios. Outros filmes animados seguiram depois de Alice. Em janeiro de 1926, com a conclusão da expansão do estúdio Disney na Hyperion Street, o nome do estúdio foi alterado para Walt Disney Studios.
Após o fim de Alice Comedies, a Disney desenvolveu uma série de desenhos animados estrelados pelo seu primeiro personagem original, Oswald, o Coelho Sortudo, que foi distribuído pela Winkler Pictures através da Universal Pictures. A propriedade de Oswald pertencia aos distribuidores, de modo que a Disney fez pouco dinheiro. Depois que Walt Disney completou 26 curtas de Oswald, ele perdeu o contrato em fevereiro de 1928, quando o marido de Winkler, Charles Mintz, assumiu sua empresa de distribuição. Depois de não conseguir comprar os estúdios Disney, Mintz contratou quatro animadores principais de Walt (com exceção de Ub Iwerks) para iniciar o seu próprio estúdio de animação, Snappy Comedies.

#### 1928–1934:Mickey MouseeSilly Symphonies

Flowers and Trees (1932), curta de Silly Symphonies que foi a primeira animação colorida lançada comercialmente.

Em 1928, para se recuperar da perda de Oswald, Disney teve a ideia de um personagem rato chamado Mortimer, enquanto estava em um trem que seguia para a Califórnia, e rabiscava alguns desenhos simples. O rato foi rebatizado mais tarde de Mickey Mouse (A esposa de Disney, Lillian Bounds Disney, não gostou de como soava 'Mortimer Mouse') e estrelou vários curtas produzidos pela Disney. Ub Iwerks foi o responsável pelo design inicial de Mickey Mouse. O primeiro filme sonoro da Disney, Steamboat Willie, um desenho animado estrelado por Mickey, foi lançado em 18 novembro de 1928, através de empresa de distribuição de Pat Powers. Foi o primeiro filme de Mickey Mouse com som lançado e o terceiro de Mickey a ser produzido, atrás de Plane Crazy e The Gallopin Gaucho. Steamboat Willie foi um sucesso imediato, e seu sucesso inicial foi atribuído não apenas ao apelo do Mickey como um personagem, mas pelo fato de que ele foi o primeiro desenho animado com o som sincronizado. A Disney usou o sistema Cinephone, criado por Pat Powers com o sistema Phonofilm. Steamboat Willie estreou no Colony Theater em Nova York. Os curtas anteriores de Mickey, Plane Crazy e The Gallopin Gaucho foram então adaptados com música sincronizada e relançados com sucesso em 1929.
A Disney continuou a produzir desenhos animados com Mickey Mouse e outros personagens, e começou a série Silly Symphonies com a Columbia Pictures assinando como distribuidora em agosto de 1929. Em setembro de 1929, o gerente do Harry Woodin Theatre pediu permissão para iniciar um Mickey Mouse Club, e Walt aprovou. Em novembro, tiras de desenhos em fases de teste foram enviadas para a King Features, que pediram amostras adicionais para enviar ao editor, William Randolph Hearst. Em 16 de dezembro, a estrutura da Walt Disney Studios foi reorganizada como o nome de Walt Disney Productions, com a Walt Disney Enterprises sendo o nome de uma divisão de merchandising, e duas subsidiárias, a Disney Film Recording Company Limited e a Liled Realty and Investment Company para investimentos em imobiliárias. Walt e sua esposa detinham 60% (6 mil ações) e Roy possuía 40% da WD Productions. Em 30 de dezembro, a King Features assinou seu primeiro jornal, New York Mirror, e publicou uma história em quadrinhos de Mickey Mouse com a permissão de Walt.
Em 1932, a Disney assinou um contrato exclusivo com a Technicolor (até o final de 1935) para a produção de desenhos animados em cores, começando com Flowers and Trees (1932). Disney lançou desenhos animados através da Powers' Celebrity Pictures (1928-1930), Columbia Pictures (1930-1932) e United Artists (1932-1937). A popularidade da série de Mickey Mouse permitiu que Walt planejasse sua primeira animação em longa-metragem.

#### 1934-1945:Branca de Neve e os Sete AnõeseSegunda Guerra Mundial
Decidida a expandir as fronteiras da animação ainda mais, a Disney começou a produção de sua primeira animação de longa-metragem em 1934. Levando três anos para ser concluída, Branca de Neve e os Sete Anões estreou em dezembro de 1937 e tornou-se na época o filme da maior bilheteria em 1939. Branca de Neve foi lançado pela RKO Radio Pictures, que tinha assumido a distribuição dos produtos da Disney em julho de 1937, após a United Artists tentar conseguir os direitos televisivos futuros para os curtas da Disney. Usando os lucros de Branca de Neve, Disney financiou a construção, em uma área de 210 mil metros quadrados, de um novo complexo para os estúdios em Burbank, Califórnia. O novo Walt Disney Studios, em que a empresa está sediada até hoje, foi concluído em 1939.
O estúdio continuou lançando curtas e longas metragens de animação, como Pinóquio (1940), Fantasia (1940), Dumbo (1941) e Bambi (1942). Quando a Segunda Guerra Mundial começou, os lucros da bilheteria diminuíram. Quando os Estados Unidos entrou na guerra após o ataque a Pearl Harbor, muitos dos animadores da Disney foram convocados para as forças armadas. Os governos dos Estados Unidos e do Canadá encomendaram do estúdio filmes de treinamento e propagandas militares. Em 1942, 90% de seus 550 funcionários estavam trabalhando em filmes relacionados à guerra. Filmes como a A Vitória Pela Força Aérea e o curta Educação para a Morte (ambos de 1943) foram feitos para aumentar o apoio público aos esforços de guerra. Até os personagens do estúdio se juntaram à campanha, como Pato Donald, que apareceu em uma série de curtas cômicos da guerra, incluindo o vencedor do Oscar de melhor curta-metragem de animação, Der Fuehrer's Face (1943).

#### 1946–1954: Pós-Guerra e Televisão
Com uma equipe limitada e pouco capital de giro durante e depois da guerra, as animações da Disney na maior parte da década de 1940 eram "filmes pacotes", ou seja coleção de curtas, tais como Você Já foi a Bahia? (1944) e Tempo de Melodia (1948), que foram mal nas bilheterias. Ao mesmo tempo, o estúdio começou a produzir filmes em live-action e documentários. A Canção do Sul (1946) e So Dear to My Heart (1948) contaram com segmentos de animação, enquanto a série de curtas-documentários True-Life Adventures, que incluiu filmes como Seal Island (1948) e The Vanishing Prairie (1954), também foi populares e ganhou inúmeros prêmios.
O lançamento de Cinderela, em 1950, mostrou que a animação de longa-metragem ainda poderia ter sucesso no mercado. Outros lançamentos do período incluem Alice no País das Maravilhas (1951) e Peter Pan (1953). Nesta época, a Disney lançou seu primeiro longa-metragem 100% live-action, Treasure Island (1950). Outras produções iniciais da Disney 100% live-action incluem: Robin Hood, o Justiceiro (1952), A Espada e a Rosa (1953), e 20 000 Léguas Submarinas (1954). Em 1953, a Disney terminou seu contrato de distribuição com a RKO, e abriu sua própria empresa de distribuição, Buena Vista.
Em dezembro de 1950, Walt Disney Productions e The Coca-Cola Company uniram-se para a primeira produção da Disney para a televisão, um especial da BBC: One Hour in Wonderland. Em outubro de 1954, a rede ABC lançou a primeira série da Disney na televisão, Disneyland, que viria a tornar-se uma das séries em horário nobre de maior duração na história. Disneyland permitiu a companhia uma oportunidade para lançar novos projetos para os mais velhos, e a ABC tornou-se parceira da Disney no financiamento e desenvolvimento do próximo investimento da Disney, localizado no meio de um laranjal perto de Anaheim, Califórnia. Foi a primeira fase de um longo relacionamento corporativo que, embora ninguém pudesse ter previsto na época, culminaria, quatro décadas mais tarde, na aquisição da rede ABC pela Disney, suas estações de rádios, suas numerosas TVs a cabo e editoriais.

#### 1955–1964: Disneyland

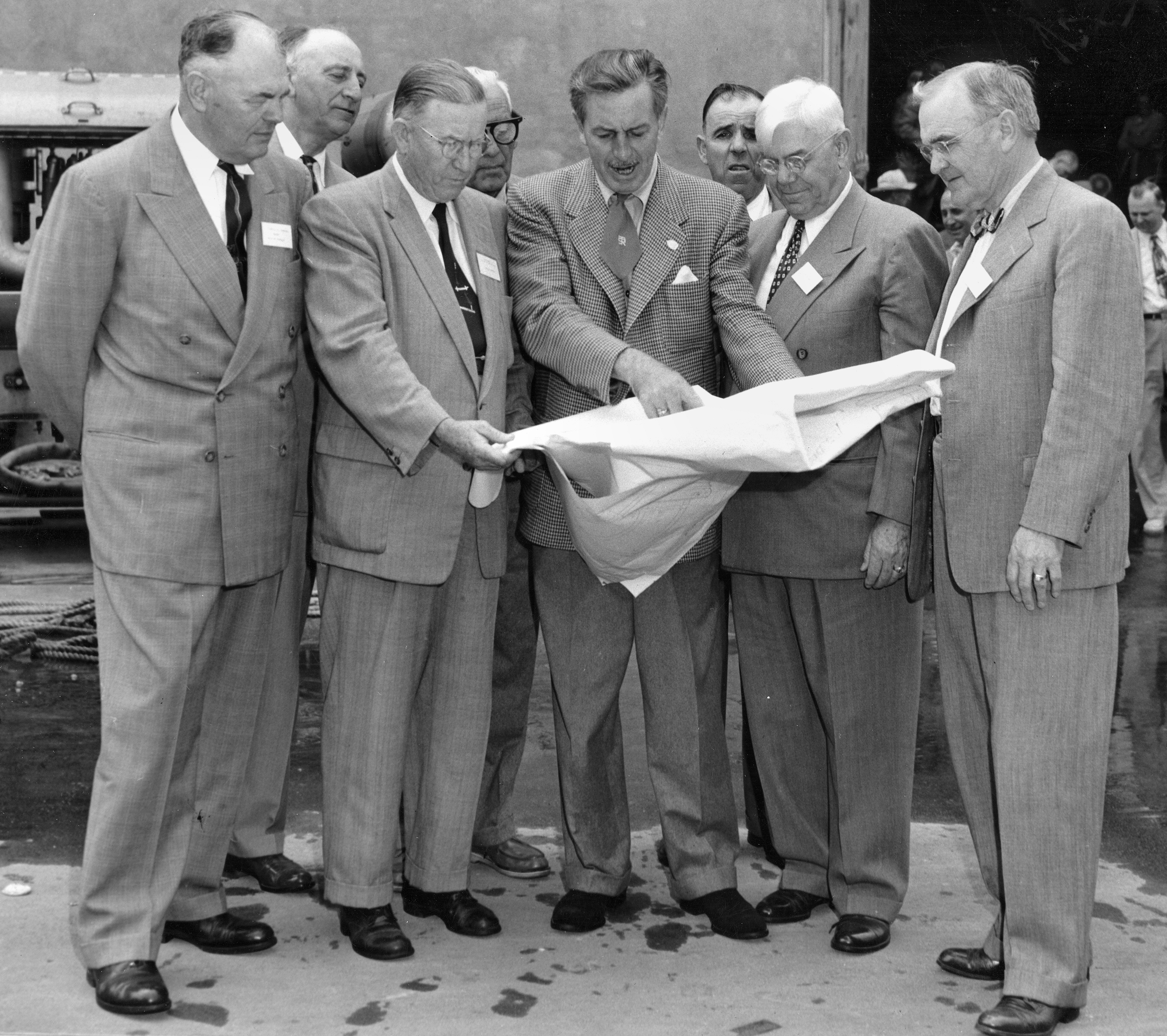
Walt Disney mostra os planos da Disneyland para funcionários do Condado de Orange, em dezembro de 1954. A foto foi tirada no Disney Studios em Burbank

Em 1954, Walt Disney usou a sua série Disneyland para desvendar o que se tornaria o parque Disneyland, uma ideia concebida a partir de um desejo de um lugar onde os pais e as crianças pudessem se divertir juntos. Em 17 de julho de 1955, o parque temático foi inspecionado durante uma transmissão de televisão ao vivo apresentada por Art Linkletter e Ronald Reagan e, em 18 de julho de 1955, Walt Disney abriu a Disneyland para o público em geral. Depois de um início instável, a Disneyland continuou a crescer e atrair visitantes de todo o país e ao redor do mundo. A grande expansão em 1959 incluiu a adição do primeiro monotrilho.
Para a feira do New York World de 1964, a Disney preparou quatro atrações separadas para vários patrocinadores, cada um dos quais iria encontrar o seu caminho para a Disneyland, de uma forma ou de outra. Durante este tempo, Walt Disney também foi secretamente comprando novos sítios para um segundo parque temático da Disney. Em novembro de 1965, a Disney World foi anunciada, com planos para parques temáticos, hotéis e até mesmo uma cidade modelo em milhares de hectares de terras adquiridos em Orlando, Flórida.
A Disney continuou a centrar os seus esforços na televisão ao longo dos anos 1950, como o programa infantil Mickey Mouse Club e seu elenco de jovens "Mouseketeers", que estreou em 1955 com grande sucesso. Tão popular quanto esta foi a série Zorro, que estreou dois anos mais tarde, e permaneceu no ar por duas temporadas na ABC. Apesar de tanto sucesso, a Walt Disney Productions investiu pouco em novos empreendimentos para a televisão na década de 1960, com exceção da série antológica de longa duração, mais tarde conhecida como O Maravilhoso Mundo de Disney.
Os estúdios de cinema da Disney permaneceram ocupados também, com uma média de cinco ou seis lançamentos por ano durante este período. Enquanto a produção de curtas diminuiu significativamente durante os anos 1950 e 1960, o estúdio lançou uma série de filmes de animação mais populares, como A Dama e o Vagabundo (1955), A Bela Adormecida (1959) e Os 101 Dálmatas (1961). A Bela Adormecida introduziu um novo processo de xerografia para transferir os desenhos para os cels na animação. Os filmes em live-action da Disney abrangiam uma série de gêneros, incluindo ficção histórica (Johnny Tremain, 1957), adaptações de livros infantis (Pollyanna, 1960) e comédias modernas (The Shaggy Dog, 1959). O filme de maior sucesso da Disney na década de 1960 foi o musical Mary Poppins, que foi uma das maiores bilheterias de todos os tempos, e recebeu cinco prêmios da Academia, incluindo Melhor Atriz para Julie Andrews.

### EraRoy O. Disney: Morte de Walt Disney e a abertura do Walt Disney World (1964–1971)
Em 15 de dezembro de 1966, Walt Disney morreu de complicações relacionadas a um câncer de pulmão. Seu irmão, Roy O. Disney, tomou posse como presidente e CEO da empresa e um de seus primeiros atos foi renomear a Disney World para Walt Disney World em homenagem ao seu irmão e à sua visão.
Em 1967, foram lançados os dois últimos filmes que Walt supervisionou: a animação Mogli e o musical The Happiest Millionaire. O estúdio lançou uma série de comédias no fim dos anos 60, incluindo The Love Bug (filme de maior bilheteria em 1969) e The Computer Wore Tennis Shoes (1969), estrelado por outra jovem descoberta da Disney, Kurt Russell. A década de 1970 começou com o lançamento do primeiro filme de animação "pós-Walt", Os Aristogatas, seguido de um retorno, em 1971, às fantasias musicais com Bedknobs and Broomsticks. Blackbeard's Ghost, outro filme de sucesso durante este período.
Em 1 de outubro de 1971, a Walt Disney World foi aberta ao público e, em 20 de dezembro de 1971, Roy Disney morreu de um acidente vascular cerebral. Ele deixou a empresa sob o controle de Donn Tatum, tendo como presidentes Card Walker e o genro de Walt, Ron Miller, cada um treinado por Walt e Roy.

### EraDonn Tatum(1971-1980): Decadência nos cinemas e novas lideranças
Apesar da Walt Disney Productions continuar lançando filmes para toda a família ao longo dos anos 1970, como Freaky Friday (1976), estes filmes não se saíram bem nas bilheterias como os anteriores e a grande maioria foi mal recebida pela crítica. O estúdio de animação entrou num período de recessão, lançando poucos longas nas décadas de 1970 e 1980, alguns com sucesso como Robin Hood (1973), The Rescuers (1977) e O Cão e a Raposa (1981).
Como chefe do estúdio, Miller tentou fazer filmes voltados para o rentável mercado adolescente. Inspirado pela popularidade de Star Wars, o estúdio Disney produziu a aventura de ficção científica The Black Hole (O Buraco Negro), em 1979, que custou 20 milhões de dólares e não foi rentável nas bilheterias. O Buraco Negro foi a primeira produção da Disney classificada como PG nos Estados Unidos. A Disney se envolveu com o gênero horror em The Watcher in the Woods (1980) e financiou o inovador Tron, ambos com sucesso mínimo. Em 1977, Roy E. Disney, filho de Roy O. Disney, renuncia à companhia por diferenças criativas e, em 1979, Don Bluth, diretor do estúdio de animação, abandona a Disney junto com sua equipe criativa, agravando a crise.

### ErasCard Walker(1980-1983) eRaymond Watson(1983-1984)
Em 1980, Tom Wilhite tornou-se o chefe do departamento de filmes e, com o objetivo de modernizá-lo, criou um departamento de vídeos da Disney. O curta de 1983 O Natal do Mickey Mouse deu origem a uma série de filmes de sucesso, como Something Wicked This Way Comes. Em 1982, o EPCOT é aberto no Walt Disney World na Flórida, seguido, em 1983, pela abertura da Tokyo Disneyland no Japão. No mesmo ano, a transmissão do Disney Channel na TV a cabo americana começa.
Em 1980, o genro de Disney, Ron W. Miller, tornou-se presidente da Walt Disney Productions, vindo a ser tornar CEO em 1983. Sob sua liderança, a Disney tornou-se alvo de assaltantes corporativos e tentativas de aquisição. Muitos acionistas influentes passaram a criticar a liderança de Miller, incluindo Roy E. Disney, que era membro permanente do Conselho. Apesar do sucesso do Disney Channel e suas novas criações de parques temáticos, a Walt Disney Productions estava financeiramente vulnerável. Sua biblioteca de filmes era valiosa, mas ofereceu poucos sucessos atuais e sua equipe de liderança não foi capaz de manter-se após a saída de Don Bluth em 1979. Assim, em meados de 1984, Roy E. Disney, o financeiro majordomo Stanley Gold e o acionista Sid Bass resolvem depor Miller em favor de Michael Eisner como presidente e Frank Wells como CEO.

### 1984–2004: EraMichael Eisnere a campanhaSave Disney
Em 1984, depois da saída de Tom Wilhite do departamento de vídeos, a Disney começou a coleção de vídeos Walt Disney Classics. Voltando a investir em curtas metragens de animação, o estúdio começou a produzir séries de desenhos animados. Os primeiros foram As Aventuras dos Ursinhos Gummi e Os Wuzzles, sendo o maior sucesso a série DuckTales com mais de 100 episódios. A coleção em vídeos, Walt Disney Classics, se tornou um sucesso, e o vídeo do filme Pinóquio foi considerado um best-seller. Em 1984, Eisner criou a Touchstone Pictures como uma marca para a Disney lançar filmes mais maduros. O primeiro lançamento da Touchstone foi a comédia Splash (1984), que foi um sucesso de bilheteria. Apostando em filmes maduros, em 1985, a Disney lançou O Caldeirão Mágico, que foi um fracasso de bilheterias e foi o primeiro desenho animado a ter classificação etária PG. Em 1986, foi lançado o filme Down and Out in Beverly Hills, o primeiro filme da Touchstone a ser classificado quanto à faixa etária. No mesmo ano, o nome Walt Disney Productions foi mudado para The Walt Disney Company.
Em 1987, a companhia e o governo francês assinaram um acordo para criar a Disney na Europa: começava o projeto Disney Euro, mas tarde renomeado Disneyland Paris. Em 1989, a Disney assinou um acordo para adquirir a Jim Henson Company (então conhecida como Henson Associates) do criador dos Muppets, Jim Henson. O negócio incluía a biblioteca de Henson, os personagens dos Muppets (excluindo os Muppets criados para o programa Sesame Street), bem como os serviços criativos pessoais de Jim Henson. No entanto, em maio de 1990, antes que o negócio fosse concluído, Jim Henson morreu e as duas empresas romperam as negociações de fusão em dezembro seguinte.
Decidido a levar o setor de animação da Disney aos tempos áureos de Walt, Roy E. Disney assumiu como presidente do Walt Disney Animation Studios. Sob o comando de Roy, as animações da Disney entraram na fase conhecida como Renascimento da Disney, pois neste período a empresa voltou a produzir animações de sucesso de público e crítica. A primeira foi A Pequena Sereia, vencedor de dois Oscars, que arrecadou mais de 200 milhões ao redor do mundo. Outros sucessos desta época incluem A Bela e a Fera, primeira animação indicada ao Oscar de Melhor Filme, e o grande sucesso O Rei Leão, que é a terceira animação com maior bilheteria da história, perdendo apenas para Toy Story 3 e Frozen, ambos também da Disney. Frank Wells, que era o presidente da empresa desde 1984, morreu em um acidente de helicóptero em 1994 e O Rei Leão foi dedicado a ele. O Renascimento da Disney se encerrou em 1999 com Tarzan. Na década de 2000, o setor de animação da Disney voltou a entrar em crise, por causa da concorrência com novos estúdios como a DreamWorks Animation e das saídas constantes de chefes e animadores importantes, como Roy, que largou a gestão das animações em 2003. Roy E. Disney tentou levar a empresa a um novo patamar na década de 1990 com grandes mudanças e realizações, época que ficou conhecida como "Década da Disney".
Em 23 de outubro de 1990, a Disney formou a Touchwood Pacific Partners I, que suplantaria a parceria com a Silver Screen como fonte primária dos financiamentos para os estúdios de cinema. Em 1991, a Disney resolveu investir em publicações com a Hyperion Books e música para jovens adultos com a Hollywood Records, enquanto o Disney Imagineering estava demitindo 400 funcionários. A Disney também expandiu seu mercado no cinema para adultos, quando o então presidente dos estúdios Disney, Jeffrey Katzenberg, adquiriu a Miramax Films em 1993. Naquele mesmo ano, a Disney criou a equipe de hóquei Anaheim Ducks em homenagem ao filme Mighty Ducks, que fez sucesso em 1992. A Disney comprou uma participação minoritária no time de beisebol Anaheim Angels no mesmo tempo, e depois uma participação majoritária em 1998.
Pouco tempo depois da morte de Frank Wells, Katzenberg se demitiu e formou a DreamWorks SKG, porque Eisner não nomeou Katzenberg para o cargo de Miller agora disponível. Em vez disso, Eisner recrutou seu amigo Michael Ovitz, um dos fundadores da Creative Artists Agency, para ser presidente, com o mínimo de envolvimento do conselho de administração da Disney. Ovitz durou apenas 14 meses e deixou a Disney em dezembro de 1996 através de uma rescisão, com um pacote de indenização de US$ 38 milhões em dinheiro e outros US$ 3 milhões em ações no valor de cerca de US$ 100 milhões ao tempo de sua partida. O episódio engendrado de Ovitz derivou um processo de longa duração, que foi concluído em junho de 2006, quase 10 anos depois. A juíza, William B. Chandler, apesar de descrever o comportamento de Eisner como "muito aquém do que os acionistas esperam e exigem das autoridades encarregadas da posição fiduciária ...", foi a favor de Eisner e do resto do conselho da Disney, porque eles não tinham violado a lei. Depois da saída de Ovitz, a Disney ficou sem um presidente nomeado, com Eisner assumindo a função até 24 de janeiro de 2000, quando Robert Iger, então presidente da Walt Disney International, foi nomeado Presidente e Chefe de Operações da Walt Disney Company, tornando-se o segundo executivo mais importante da empresa, depois de Michael Eisner, que permaneceu como CEO e Presidente do Conselho.
A Disney adquiriu muitas outras fontes de mídia durante a década de 90, incluindo a ABC em 1996 por US$ 19 bilhões, que trouxe a rede de transmissão ABC e suas filiais, incluindo as redes de televisão ESPN e A&E, para a Disney. Eisner sentiu que a compra da ABC foi um investimento importante para permitir que a Disney concorresse com conglomerados de mídia internacionais. Em 1998, a Disney começou a se mover para o campo da internet com a compra da Starwave e 43 por cento da Infoseek. Em 1999, adquiriu as ações remanescentes da Infoseek e lançou o portal Go Network em janeiro. A companhia também lançou sua linha de cruzeiro com o batismo de Disney Magic e um navio irmão, o Disney Wonder.

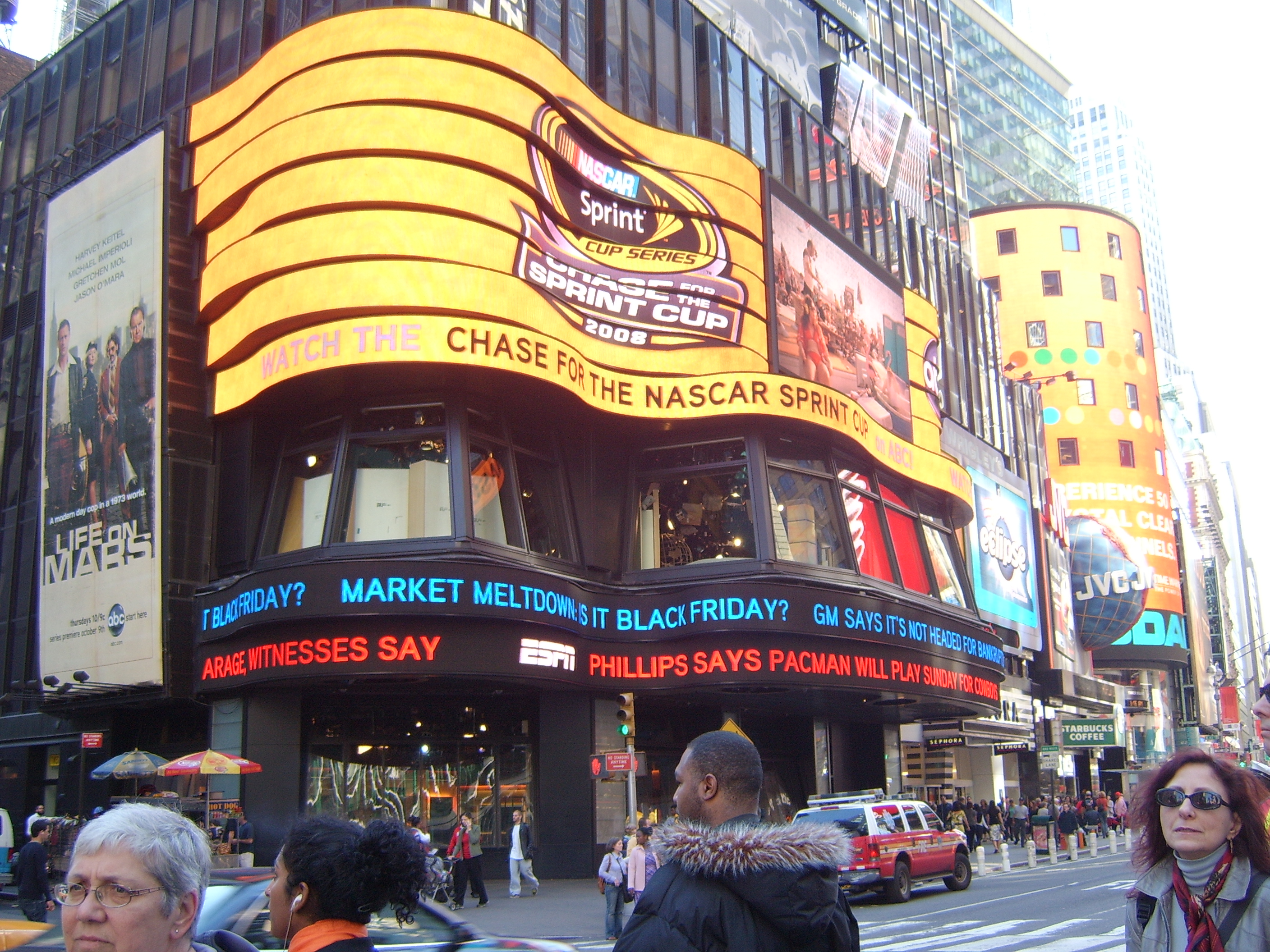
Times Square Studios da American Broadcasting Company (ABC)

A década de 2000 trouxe um aumento na receita de 9% e lucro líquido de 39% com os canais ABC e ESPN liderando e os parques e resorts marcando seu sexto ano consecutivo de crescimento. No entanto, os ataques de 11 de setembro levaram ao fim da bonança, o que levou a uma recessão. A recessão fez com que acontecesse uma diminuição na receita da ABC. Além disso, Eisner fez a companhia realizar uma compra importante da Fox Family Worldwide (hoje, ABC Family). A ABC entrou em crise durante esse período, não produzindo nenhum programa televiso de sucesso. O ano de 2001 foi um ano de corte de custos, demitindo mais de 4 mil funcionários, diminuído as operações nos parques da Disney, reduzindo o investimento anual no cinema e minimizando operações na Internet. Apesar da receita de 2002 ter apresentado uma pequena diminuição em relação ao registrado em 2001, com a redução de custos, o lucro líquido subiu para US$ 1,2 bilhão, com dois lançamentos de filmes. Em 2003, o estúdio se tornou o primeiro a alcançar mais de US$ 3 bilhões em receitas de bilheteria em todo o mundo.
Michael Eisner rejeitou o pedido de Roy E. Disney para uma extensão de seu mandato como membro do conselho, citando a sua idade de 72 anos como um dos motivos. Stanley Gold não concordou, demitiu-se do conselho de administração e solicitou que outros membros do conselho expulsassem Eisner. Em 2003, Roy E. Disney se demitiu dos cargos de vice-presidente da empresa e presidente da Walt Disney Feature Animation. Ele também publicou uma carta criticando Eisner por "administrar mal a empresa, negligenciando a divisão de animação do estúdio, por falhar com a ABC, por ser tímido nos negócios dos parques temáticos, por incutir uma mentalidade empresarial na estrutura executiva, transformando a Walt Disney Company em um conglomerado 'sem alma', e por se recusar a estabelecer um plano de sucessão claro". Assim, Roy E. Disney anunciou uma campanha que ficou conhecida como Save Disney, para tentar tirar Eisner do poder.

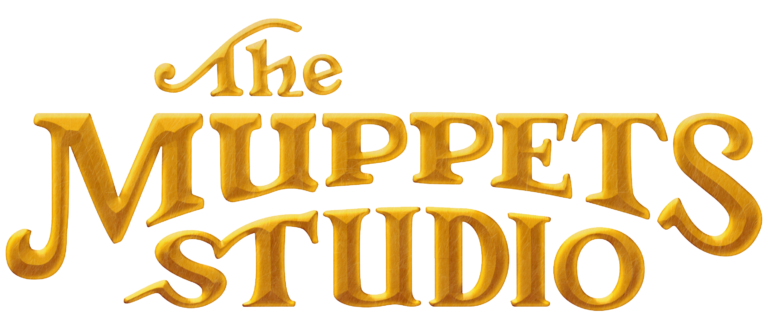
The Muppets Studio, a subsidiária da Disney.

Em 15 de maio de 2003, a Disney vendeu a sua participação na equipe de beisebol Anaheim Angels para Arte Moreno. A Disney comprou os direitos para Os Muppets e o Urso na Casa Azul da The Jim Henson Company em 17 de fevereiro de 2004. As duas marcas foram colocadas sob o controle do The Muppets Holding Company, LLC, uma divisão da Disney Consumer.
Em 2004, a Pixar Animation Studios começou a procurar outro distribuidor após o seu contrato de 12 anos com a Disney ter acabado, devido à sua relação tensa com questões de controle e dinheiro com Eisner. Também nesse ano, a Comcast Corporation fez uma oferta não solicitada de US$ 54 bilhões para adquirir a Disney. Nesse período, dois filmes com alto orçamento fracassaram nas bilheterias. Com essas dificuldades, e alguns conselheiros insatisfeitos, além da campanha de Roy E. Disney contra Eisner, este acabou abrindo mão da presidência. Em 3 de março, na reunião anual dos acionistas da Disney, 45% dos acionistas da Disney — um número surpreendente e sem precedentes — reuniram-se em favor dos ex-membros do conselho da Disney, Roy e Stanley Gold, que estavam retidos, para o reelegerem ao conselho. No entanto, a diretoria não retirou imediatamente Eisner como presidente-executivo.
Em 2005, a Disney vendeu o Anaheim Ducks para Henry e Susan Samueli. Em 13 de março de 2005, Robert Iger foi anunciado como CEO sucessor de Eisner. Em 30 de setembro, Eisner se demitiu tanto como presidente e como membro do conselho de administração.

### EraGeorge J. Mitchell(2004–2006)
Em 8 de julho de 2005, Roy E. Disney voltou a Walt Disney Company como consultor e com o novo título de Diretor Emérito. Em 17 de julho, a Walt Disney Parks e Resorts comemorou o seu 50º aniversário do Disneyland Park. Em 12 de setembro, foi aberto o Hong Kong Disneyland. A Walt Disney Feature Animation lançou Chicken Little, o primeiro filme da empresa utilizando animação 3D. Os co-fundadores da Miramax, Bob Weinstein e Harvey Weinstein, saíram da empresa para formar seu próprio estúdio. Em 25 de julho de 2005, a Disney anunciou que fecharia o DisneyToon Studios da Austrália em outubro de 2006, após 17 anos de existência.
Em 2006, a Disney adquiriu Oswald, o Coelho Sortudo, a velha estrela de animação da Disney. Ciente de que a relação da Disney com a Pixar estava se esgotando, Robert Iger iniciou negociações com a liderança da Pixar Animation Studios, Steve Jobs e Ed Catmull, sobre uma possível fusão. Em 23 de janeiro de 2006, foi anunciado que a Disney iria comprar a Pixar em uma transação de ações de US$ 7,4 bilhões. O negócio foi concluído em 5 de maio. Uma das consequências desta transação foi a transformação de Steve Jobs em maior acionista individual da Disney (com 7%) e membro do Conselho de Administração da empresa. Ed Catmull assumiu o cargo de Presidente da Pixar Animation Studios. O ex-vice-presidente executivo da Pixar, John Lasseter, tornou-se diretor de criação da Walt Disney Animation Studios, da divisão DisneyToon Studios e da Pixar Animation Studios, assumindo, assim, o papel de principal conselheiro criativo da Walt Disney Imagineering.

### EraJohn E. Pepper Jr.(2007-2012)
Em abril de 2007, a Muppets Holding Company foi renomeada para The Muppets Studios e colocada sob nova liderança, em um esforço de Iger para re-marcar a divisão. A remodelação foi concluída em setembro de 2008, quando o controle do Muppets Studios, que estava na Disney Consumer Products, foi para o Walt Disney Studios.
Depois de um longo tempo de trabalho na empresa como executivo sênior e grande acionista, Roy E. Disney morreu de câncer de estômago em 16 de dezembro de 2009. No momento da sua morte, possuía cerca de 1% das ações da Disney. Ele foi o último membro da família Disney a participar ativamente da empresa.
Em 31 de agosto de 2009, a Disney anunciou um acordo para adquirir a Marvel Entertainment, Inc. por US$ 4 bilhões. O acordo foi finalizado em 31 de dezembro de 2009, quando a Disney adquiriu a propriedade plena sobre a empresa. A Disney afirmou que sua aquisição da Marvel Entertainment não afetará produtos da Marvel, nem tampouco a natureza de seus personagens.
Em outubro de 2009, o presidente do Disney Channel, Rich Ross, foi contratado por Iger para substituir Dick Cook como presidente da Walt Disney Studios, e, em novembro, começou a reestruturação da empresa para se concentrar em produtos mais favoráveis à família. Depois do fracasso de bilheteria de John Carter, Ross renunciou ao cargo, sendo substituído por Alan F. Horn, responsável pelo sucesso de Harry Potter na Warner Bros.
Em janeiro de 2010, a Disney anunciou que iria fechar a Miramax, mas ao invés disso, ela vendeu a empresa por 660 milhões de dólares. Em 12 de março, a ImageMovers Digital, empresa de Robert Zemeckis que a Disney havia comprado em 2007, foi encerrada. Em abril de 2010, Lyric Street, selo de música country da Disney em Nashville, também foi encerrado. Em maio de 2010, a empresa vendeu a marca Power Rangers, assim como a sua biblioteca de 700 episódios, de volta para Haim Saban. Em janeiro de 2011, a Disney Interactive Studios foi reduzida. Em novembro, duas estações da ABC foram vendidas.
Em abril de 2011, a Disney anunciou a construção do Shanghai Disney Resort, que custou 4,4 bilhões de dólares, e teve abertura adiada de 2015 para 16 de junho de 2016. Mais tarde, em agosto de 2011, Bob Iger afirmou em uma teleconferência que, após o sucesso das aquisições da Pixar e da Marvel, ele e a Walt Disney Company estavam procurando "comprar novos personagens ou empresas que sejam capazes de criar grandes personagens e grandes histórias". Mais tarde, no início de fevereiro de 2012, a Disney concluiu a aquisição da UTV Software Communications, ampliando seu mercado ainda mais na Índia e na Ásia.

### EraBob Iger(2012-2021)
Em 30 de outubro de 2012, a Disney anunciou planos de adquirir a Lucasfilm e lançar Star Wars Episódio VII em 2015. Em 4 de dezembro de 2012, a fusão Disney-Lucasfilm foi aprovada pela Comissão de Comércio Federal, permitindo a aquisição ser finalizada sem lidar com problemas de antitruste. Em 21 de dezembro de 2012, o acordo foi concluído com o valor de aquisição aproximado em US$ 4 milhões, tornando a Lucasfilm uma subsidiária integral da Disney.
Em 29 de maio de 2013, a Disney definiu as datas de lançamento para oito filmes de animação até 2018, incluindo quatro da Disney Animation e quatro da Pixar Animation. A Pixar pela primeira vez lançou duas produções no mesmo ano em 2015 — Inside Out e The Good Dinosaur — e repetirá a dose em 2017 com Cars 3 e Coco. A Disney Animation lançou duas produções em 2016, Zootopia e Moana, acompanhados por Finding Dory da Pixar. Para 2018, foi anunciado Toy Story 4 e dois lançamentos da Disney Animation.
Finding Dory chegou a US$ 422 milhões arrecadados nos EUA em 11 de junho, o que o torna o filme de maior bilheteria no país do ano, superando Guerra Civil, também da Disney. Ao todo, dos cinco filme de maior bilheteria nos EUA, a empresa tem quatro: Dory (1º), Guerra Civil (2º), The Jungle Book (4º) e Zootopia (5º). Além disso, também tem uma porcentagem no terceiro, Deadpool, pelo personagem ser da Marvel. No início de novembro, a Disney atingiu a maior bilheteria global de sua carreira, com uma arrecadação de US$ 5,851 bilhões, superando o recorde anterior (US$ 5,843 bilhões), alcançado com as produções lançadas em 2015. Agora, com a estreia de Doutor Estranho da Marvel, a Disney chegou à marca de US$ 6,07 bilhões arrecadados em 2016. Até então, o único estúdio a conseguir atingir tal marca em um ano foi a Universal Pictures, que terminou 2015 com uma arrecadação total nas bilheterias globais de US$ 6,89 bilhões. A Disney tem a chance de passar a Universal, visto que ainda lançou em 2016 Moana e Rogue One.
Em março de 2014, a Disney comprou a Maker Studios, uma Network do YouTube, que gera bilhões de visualizações por ano, por mais de US$ 500 milhões a fim de ganhar telespectadores jovens e adultos. A empresa foi posteriormente transformada em um novo empreendimento chamado Disney Digital Network em maio de 2017.
Em 9 de maio, a Disney anunciou ter chegado a um acordo com a TV japonesa Asahi Corporation para dublar o anime Doraemon no Disney XD. Em julho, a Walt Disney Company anunciou programas e compras de 11 startups. Em agosto de 2014, a Walt Disney Company apresentou três patentes para o uso de drones. As patentes incluiu a utilização de veículos aéreos não tripulados para levantar marionetes no ar, aumentar a telas de malha para flutuar projeções de vídeo, e equipar drones com luzes para torná-los parte de uma nova espécie de shows. Em 2 de outubro, a Disney anunciou que o conselho da diretoria estendeu o contrato de Robert Iger como Presidente e CEO da Disney até 30 de junho de 2018, por conta do sucesso criativo e financeiro de sua administração, descrita como "um histórico comprovado de fornecimento de resultados financeiros recordes no trimestre da empresa, ano após ano".
Em agosto de 2015, a Disney anunciou que uma das animações para 2018 será Gigantic, inspirada no conto João e o Pé de Feijão, com estreia inicialmente prevista para março de 2018 na América do Norte. Será dirigido por Nathan Greno, mesmo diretor de Tangled, e terá canções de Robert Lopez e Kristen Anderson-Lopez (de Frozen). Na trama divulgada até o momento, a história ocorre na Espanha, mais precisamente na época das Grandes Navegações (século XV até o início do XVII). No entanto no dia 11 de outubro de 2017, a Disney anunciou o cancelamento do filme, devido à divergências criativas.
Em 12 de março de 2015, Bob Iger anunciou que iria banir internacionalmente cenas de fumo nos filmes, séries, curtas-metragens e videoclipes rotulados como Disney, Pixar, Marvel e Lucasfilm a partir de 2016. São consideradas exceções os filmes, séries, curtas-metragens e videoclipes rotulados como Touchstone Pictures, Hollywood Pictures, Hollywood Records, Buena Vista International, Miravista Films, Patagonik, ABC Studios, ABC Family e ESPN. No mesmo dia, Bob Iger anunciou que Frozen 2 está em desenvolvimento, com Chris Buck e Jennifer Lee voltando como diretores e Peter Del Vecho como produtor, mas ainda não tem data de estreia.
O primeiro filme de Star Wars lançado pela Disney, O Despertar da Força, foi um sucesso comercial e de crítica, sendo a maior estreia de todos os tempos, o filme mais rápido a chegar a um bilhão e a terceira maior bilheteria da história.

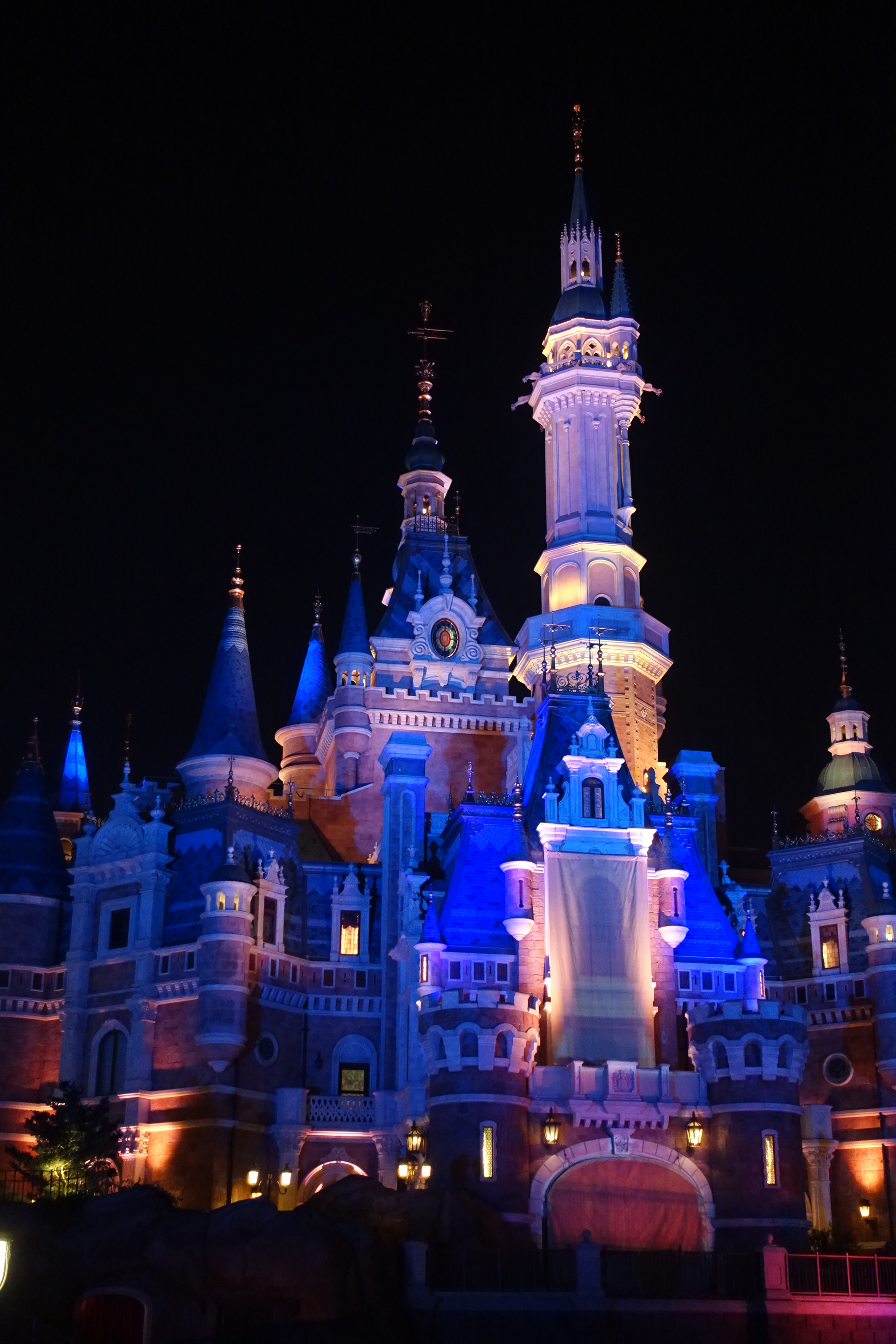
Parque da Disney construído durante a era Iger, o Shanghai Disney Resort, abriu em junho de 2016 com o maior castelo dos parques Disney.

No dia 23 de março de 2016, a Disney afirmou que, se o governador da Geórgia sancionasse uma lei tida como antigay, a companhia deixaria o estado. Muitos filmes da Marvel são gravados lá, e foi ponderado que a saída do estúdio seria economicamente desastroso para a Geórgia, podendo gerar um prejuízo de US$ 1 bilhão. O governo americano temia que, se a Disney cumprisse a ameaça, geraria um "efeito dominó" e outras empresas que manifestaram repúdio a lei fariam o mesmo.
A empresa fez história no mês de maio de 2016, chegando em US$ 1 bilhão em vendas de ingressos na América do Norte em apenas 128 dias. A Universal Pictures detinha o recorde pelo ano de 2015, graças aos sucessos de Jurassic World (US$ 652 milhões), Furious 7 (US$ 353 milhões) e Minions (US$ 336 milhões). Na época, A Disney foi o estúdio mais rápido a chegar a US$ 1 bilhão, em apenas 165 dias. O recorde foi alcançado em 7 de maio de 2016, graças a Capitão América: Guerra Civil, que estava no meio de tornar-se a maior estreia na quinta-feira em todos os tempos. Combinado com Guerra Civil, o sucesso da animação Zootopia (US$ 328 milhões e subindo) e o remake em live-action do clássico animado The Jungle Book (US$ 287,6 milhões e subindo) empurraram o estúdio para a marca de US$ 1 bilhão.
Os últimos dados das pesquisas do Top Thirty Global Media Owners, revelados em junho de 2016, colocou a Disney em segundo lugar em faturamento entre os maiores conglomerados de mídia do mundo. A pesquisa analisa as receitas de publicidade dos maiores grupos de mídia em 2014, e a Disney faturou US$ 22,5 bilhões, perdendo apenas para o Google, que faturou US$ 59,6 bilhões.
Na noite de 14 de junho de 2016, uma tragédia ocorreu no Walt Disney World Resort: um menino de dois anos foi atacado por um jacaré enquanto brincava no Seven Seas Lagoon, no Disney's Grand Floridian Resort and Spa, em Lake Buena Vista. A polícia encontrou o corpo intacto na tarde de quarta-feira, que foi levado para necropsia e identificação formal. Um porta-voz da empresa disse que "todos aqui no Walt Disney World Resort estão devastados por este acidente trágico. Nossos pensamentos estão com a família e estamos ajudando a família".
O Shanghai Disney Resort abriu no dia 16 de junho de 2016, numa cerimônia com a presença de Iger, executivos da Disney, chineses e convidados. Iger leu cartas de felicitações dos presidentes Xi Jinping e Barack Obama. "É um privilégio de uma vida liderar esta empresa fenomenal, enquanto continuamos a encontrar novas formas e novos lugares para trazer nossas histórias de vida e aproximar as pessoas para criar boas lembranças que duram para sempre", disse Iger. "Hoje é a celebração da criatividade e colaboração, empenho e paciência, o triunfo da imaginação e da inovação, e uma prova da forte parceria entre a Disney e China. Juntos, criamos um destino extraordinário".
Na página da Walt Disney Animation Studios do Facebook, a Disney anunciou a produção de Wreck-it Ralph 2 e estreia prevista para 9 de março de 2018.
Em 30 de janeiro de 2017, a Disney anunciou o encerramento do Club Penguin, maior sucesso da Disney Interactive. Em 14 de dezembro de 2017, o grupo The Walt Disney Company anunciou que comprou a 21st Century Fox por 52,4 bilhões de dólares. A transação inclui os estúdios de cinema e televisão, redes de entretenimento a cabo e empresas internacionais de TV do magnata Rupert Murdoch. Após disputas de lances da Comcast em Julho de 2018, a Disney conseguiu vencer a disputa adquirindo os maiores ativos da Fox por US$ 71,3 bilhões. No dia 27 do mesmo mês, os acionistas da Disney e da Fox aprovaram a aquisição. Em março de 2019, a aquisição da 21st Century Fox foi concluída. Os futuros lançamentos da 20th Century Fox e da Fox Searchlight Pictures, renomeadas respectivamente para 20th Century Studios e Searchlight Pictures em 2020, será distribuída pela Disney através do selo de ambos os estúdios.
A partir de março de 2018, uma reorganização estratégica da empresa viu a criação de dois segmentos de negócios, Disney Parks, Experiences and Products e Direct-to-Consumer & International. Parks & Consumer Products foi principalmente uma fusão de Parks & Resorts e Consumer Products & Interactive Media. Enquanto Direct-to-Consumer & International assumiu o controle da Disney International e das unidades globais de vendas, distribuição e streaming da Disney-ABC TV Group e Studios Entertainment mais da Disney Digital Network. Dado que o CEO Iger a descreveu como "posicionando estrategicamente nossos negócios para o futuro", O New York Times considerou a reorganização realizada por causa da compra da 21st Century Fox.
Essa Era se encerrou com a Disney colocando vários filmes de sucesso no cinema, incluindo Vingadores: Ultimato, Os Live-Actions de Rei Leão e Aladdin, e as animações Frozen II,Toy Story 4 e Dois Irmãos.

### ErasSusan Arnold(2021-2023) e Mark Parker (2023-presente)
Em 25 de fevereiro de 2020, a Disney nomeou Bob Chapek como CEO para suceder Iger, com efeito imediato. Iger atuaria como Presidente durante o período de transição até dezembro de 2021.
Em 20 de novembro de 2022, Bob Iger retornou ao cargo de CEO, substituindo Bob Chapek.

## Unidades da empresa
A Walt Disney Company opera três segmentos de negócios principais:
- Disney Entertainment supervisiona o conteúdo global da empresa por meio da The Walt Disney Studios e Disney General Entertainment Content e suas vendas e distribuição de anúncios por meio de redes de streaming, teatrais e lineares. A divisão é liderada por Alan Bergman e Dana Walden.
- ESPN se concentra na programação esportiva ao vivo, notícias esportivas e conteúdo original e não roteirizado relacionado a esportes para os canais a cabo, ESPN+ e ABC. A divisão é liderada por James Pitaro.
- Disney Parks, Experiences and Products (DPEP) supervisiona os parques temáticos da empresa, linha de cruzeiro e outros ativos relacionados a viagens, produtos de consumo e divisões de publicação. Os resorts da Disney e participações diversificadas relacionadas incluem Walt Disney World, Disneyland Resort, Tokyo Disney Resort, Disneyland Paris, Hong Kong Disneyland Resort, Shanghai Disney Resort, Disney Vacation Club, Disney Cruise Line e Adventures by Disney. A divisão é comandada por Josh D'Amaro.

## Estrutura

### Acionistas
A Walt Disney Company é maioritariamente detida por:
- Instituições de acionistas e fundos mútuos (porcentagem de 30 de setembro de 2014): como a FMR Corporation, State Street Corporation, Capital World Investors, The Vanguard Group, Northern Trust Corporation, State Farm Mutual Automobile Insurance Co, State Farm Mutual Automobile Insurance Co, Price (T.Rowe) Associates Inc, Massachusetts Financial Services Co. e Bank of New York Mellon Corporation;
- Fundos de pensão americanos, no capital da empresa são o California Public Employees’ Retirement System (CalPERS), The New York State Common Retirement Fund, American Federation of State, County and Municipal Employees Pension Funds (AFSCME) e Illinois State Board of Investment;
- Fundos de investimentos como Waddell & Reed, Inc (6%) e Wells Fargo Advantage Funds (6%) tão presentes com capital.

Desde janeiro de 2006, Steve Jobs, fundador e CEO da Apple, tem 3,7 bilhões de dólares em ações, ou mais de 2%, após a aquisição da sua outra empresa, a Pixar, tornando-se o maior acionista individual. Com a morte de Steve Jobs, suas ações da Disney e da Apple foram transferidas para um fundo presidido por sua viúva, Laurene Powell Jobs, fundo chamado Steven P. Jobs Trust. Laurene Powell Jobs anunciou em 24 de novembro de 2011 que detém 138 milhões de ações da Disney, ou 4,6 bilhões de dólares (7,7% da Disney), mas não pretende influenciar a direção do Disney.
| Nom                                         | Ações em números (%) | % de 30 de setembro de 2014 |
| ------------------------------------------- | -------------------- | --------------------------- |
| The Vanguard Group, Inc                     | 81 062 324           | 4,78                        |
| State Street Corporation                    | 67 567 547           | 3,98                        |
| FMR Corporation                             | 50 753 341           | 2,99                        |
| Massachusetts Financial Services Co.        | 46 124 208           | 2,72                        |
| State Farm Mutual Automobile Insurance Co   | 42 206 018           | 2,49                        |
| BlackRock Institutional Trust Company, N.A. | 42 220 811           | 2,49                        |
| Capital World Investors                     | 31 453 705           | 1,85                        |
| Bank of New York Mellon Corporation         | 28 765 359           | 1,70                        |
| Northern Trust Corporation                  | 24 279 627           | 1,43                        |
| Price (T.Rowe) Associates Inc               | 22 130 554           | 1,31                        |

Entre os diretores da Disney, também existem acionistas individuais importantes:
- Robert Iger, Presidente do Conselho de Administração, 1 258 882 dólares em ações;
- Alan Braverman, Sênior vice-presidente executivo, Conselho Geral e Secretário, 216 271 dólares em ações;
- Jay Rasulo, Sênior vice-presidente executivo e Chefe do departamento de finanças, 164 553 dólares em ações;
- Christine M. McCarthy, vice-presidente executiva, executiva do setor Imobiliário, Alianças e Tesouro, 92 254 dólares em ações;
- Judith Estrin, Diretora do conselho, 61 144 dólares em ações.

### Finanças
| Ano  | Studio Entertainment | Disney Consumer Products | Walt Disney Parks and Resorts | Disney Media Networks | Disney Interactive Studios | Total  |
| ---- | -------------------- | ------------------------ | ----------------------------- | --------------------- | -------------------------- | ------ |
| 1991 | 2 593,0              | 724                      | 2 794,0                       |                       |                            | 6 111  |
| 1992 | 3 115                | 1 081                    | 3 306                         |                       |                            | 7 502  |
| 1993 | 3 673,4              | 1 415,1                  | 3 440,7                       |                       |                            | 8 529  |
| 1994 | 4 793                | 1 798,2                  | 3 463,6                       | 359                   |                            | 10 414 |
| 1995 | 6 001,5              | 2 150                    | 3 959,8                       | 414                   |                            | 12 525 |
| 1996 | 10,095               | 10,095                   | 4 502                         | 4 142                 |                            | 18 739 |
| 1997 | 6 981                | 3 782                    | 5 014                         | 6 522                 | 174                        | 22 473 |
| 1998 | 6 849                | 3 193                    | 5 532                         | 7 142                 | 260                        | 22 976 |
| 1999 | 6 548                | 3 030                    | 6 106                         | 7 512                 | 206                        | 23 402 |
| 2000 | 5 994                | 2 602                    | 6 803                         | 9 615                 | 368                        | 25 402 |
| 2001 | 7 004                | 2 590                    | 6 009                         | 9 569                 |                            | 25 790 |
| 2002 | 6 465                | 2 440                    | 6 691                         | 9 733                 |                            | 25 360 |
| 2003 | 7 364                | 2 344                    | 6 412                         | 10 941                |                            | 27 061 |
| 2004 | 8 713                | 2 511                    | 7 750                         | 11 778                |                            | 30 752 |
| 2005 | 7 587                | 2 127                    | 9 023                         | 13 207                |                            | 31 944 |
| 2006 | 7 529                | 2 193                    | 9 925                         | 14 368                |                            | 34 285 |
| 2007 | 7 491                | 2 347                    | 10 626                        | 15 046                |                            | 35 510 |
| 2008 | 7 348                | 2 415                    | 11 504                        | 15 857                | 719                        | 37 843 |
| 2009 | 6 136                | 2 425                    | 10 667                        | 16 209                | 712                        | 36 149 |
| 2010 | 6 701                | 2 678                    | 10 761                        | 17 162                | 761                        | 38 063 |
| 2011 | 6 351                | 3 049                    | 11 797                        | 18 714                | 982                        | 40 893 |
| 2012 | 5 825                | 3 252                    | 12 920                        | 19 436                | 845                        | 42 278 |
| 2013 | 5 979                | 3 555                    | 14 087                        | 20 356                | 1 064                      | 45 041 |
| 2014 | 7 278                | 3 985                    | 15 099                        | 21 152                | 1 299                      | 48 813 |

### Renda líquida
| Ano  | Studio Entertainment | Disney Consumer Products | Walt Disney Parks and Resorts | Disney Media Networks | Disney Interactive Studios | Total  |
| ---- | -------------------- | ------------------------ | ----------------------------- | --------------------- | -------------------------- | ------ |
| 1991 | 318                  | 229                      | 546                           |                       |                            | 1 094  |
| 1992 | 508                  | 283                      | 644                           |                       |                            | 1 435  |
| 1993 | 622                  | 355                      | 746                           |                       |                            | 1 724  |
| 1994 | 779                  | 425                      | 684                           | 77                    |                            | 1 965  |
| 1995 | 998                  | 510                      | 860                           | 76                    |                            | 2 445  |
| 1996 | 1 596                | 1 596                    | 990                           | 747                   | −300                       | 3 033  |
| 1997 | 1 079                | 893                      | 1 136                         | 1 699                 | −56                        | 4 312  |
| 1998 | 769                  | 801                      | 1 288                         | 1 746                 | −94                        | 3 231  |
| 1999 | 116                  | 607                      | 1 446                         | 1 611                 | −93                        | 3 231  |
| 2000 | 110                  | 455                      | 1 620                         | 2 298                 | −402                       | 4 081  |
| 2001 | 260                  | 401                      | 1 586                         | 1 758                 |                            | 4 214  |
| 2002 | 273                  | 394                      | 1 169                         | 986                   |                            | 2 826  |
| 2003 | 620                  | 384                      | 957                           | 1 213                 |                            | 3 174  |
| 2004 | 662                  | 534                      | 1 123                         | 2 169                 |                            | 4 488  |
| 2005 | 207                  | 543                      | 1 178                         | 3 209                 |                            | 5 137  |
| 2006 | 729                  | 618                      | 1 534                         | 3 610                 |                            | 6 491  |
| 2007 | 1 201                | 631                      | 1 710                         | 4 285                 |                            | 7 827  |
| 2008 | 1 086                | 778                      | 1 897                         | 4 942                 | −258                       | 8 445  |
| 2009 | 175                  | 609                      | 1 418                         | 4 765                 | −295                       | 6 672  |
| 2010 | 693                  | 677                      | 1 318                         | 5 132                 | −234                       | 7 586  |
| 2011 | 618                  | 816                      | 1 553                         | 6 146                 | −308                       | 8 825  |
| 2012 | 722                  | 937                      | 1 902                         | 6 619                 | −216                       | 9 964  |
| 2013 | 661                  | 1 112                    | 2 220                         | 6 818                 | −87                        | 10 724 |
| 2014 | 1 549                | 1 356                    | 2 663                         | 7 321                 | 116                        | 13 005 |

## Gestão Executiva da The Walt Disney Company
Diretoria atual

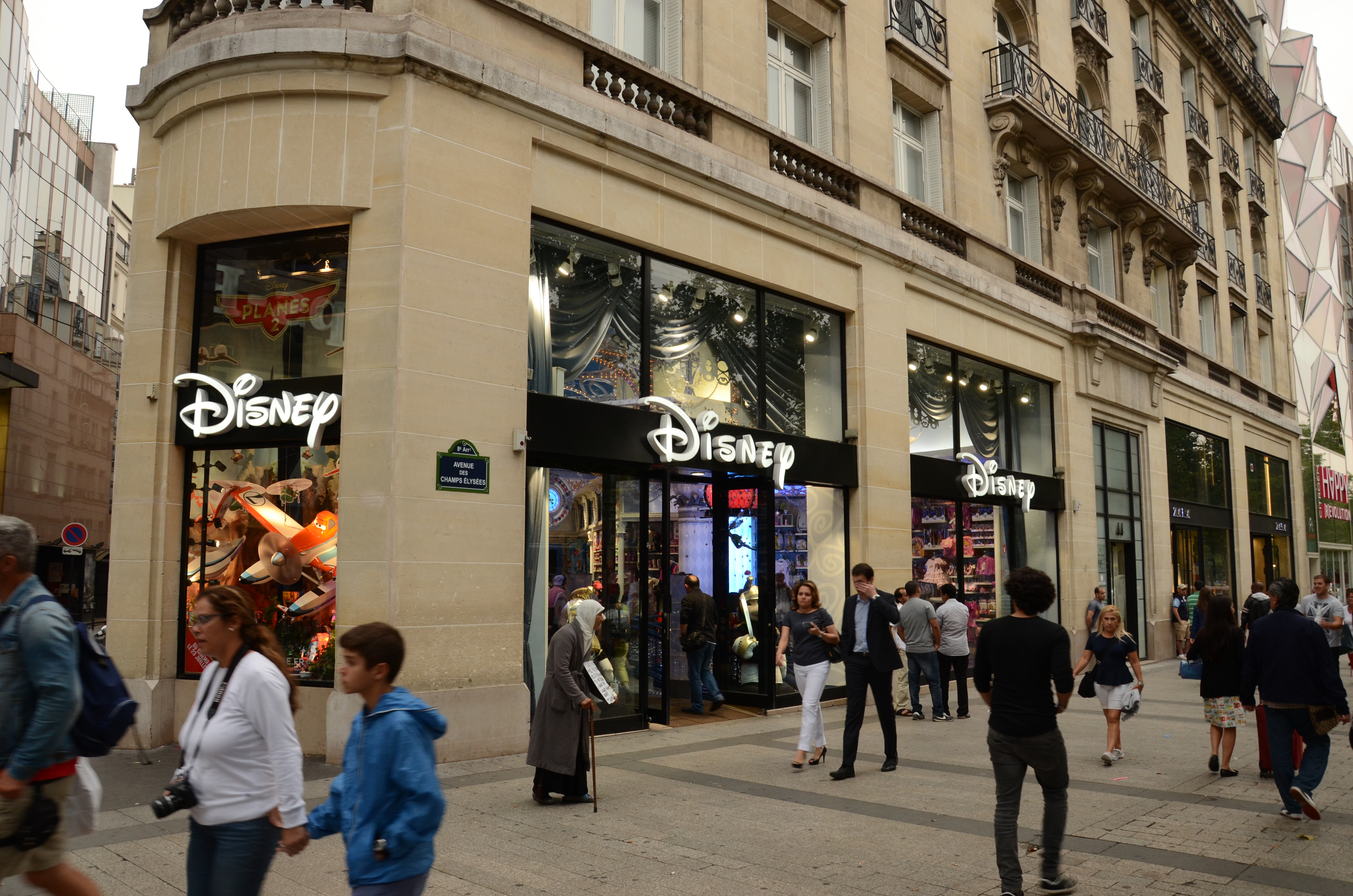
Disney Store, subsidiaria da Disney Consumer Products

- Presidente do Conselho de Administração: Robert Iger
- Diretor Executivo: Bob Chapek
- Chefe de Operações: Thomas O. Staggs
- Sênior vice-presidente executivo: Alan Braverman, Christine M. McCarthy e Jay Rasulo
- Chefe das Finanças: Jay Rasulo
- Tesouraria: Christine M. McCarthy

Conselho de Administração
Susan Arnold, John S. Chen, Jack Dorsey, Robert Iger, Fred H. Langhammer, Aylwin B. Lewis, Monica C. Lozano, Robert W. Matschullat, Sheryl Sandberg e Orin C. Smith.
Responsáveis pelas unidades de negócios
- The Walt Disney Studios: Alan F. Horn e Alan Bergman
  - Walt Disney Theatrical Group: Thomas Schumacher
  - Animation Studios (Walt Disney Animation, Pixar e Disney Toon): Edwin Catmull e Andrew Millstein (co-presidente da Walt Disney Animation Studios)
  - Disney Music Group: Ken Bunt
- Disney Media Networks: John Skipper e Ben Sherwood
  - Disney-ABC Television Group: Ben Sherwood
  - ESPN: John Skipper
- Disney Parks, Experiences and Products: Josh D’Amaro
  - Walt Disney Imagineering: Bruce Vaughn
  - Disney Interactive Studios: James Pitaro
- Walt Disney Direct-to-Consumer & International: Kevin A. Mayer

### Histórico de líderes

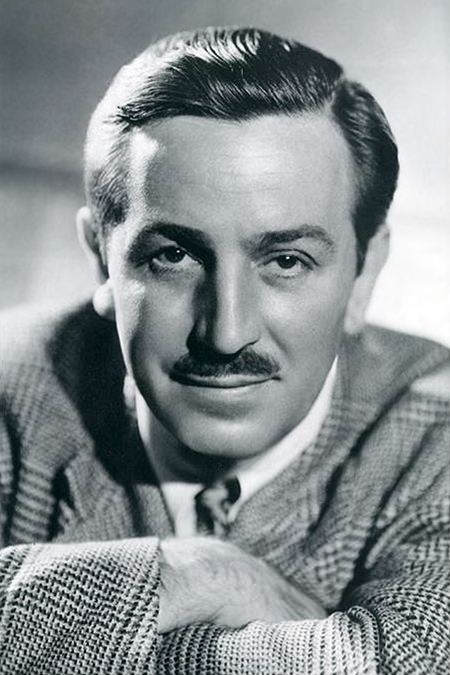
Walt Disney em 1946

Presidentes do Conselho de Administração
- 1923–1964: Walt Disney
- 1964–1971: Roy Oliver Disney
- 1971–1980: Donn Tatum
- 1980–1983: Card Walker
- 1983–1984: Raymond Watson
- 1984–2004: Michael Eisner
- 2004–2006: George J. Mitchell
- 2007–2012: John E. Pepper, Jr.
- 2012–presente: Robert Iger

Diretores Executivos
- 1923-1966: Walt Disney
- 1966-1971: Roy Oliver Disney
- 1971-1980: Donn Tatum
- 1980-1983: Card Walker
- 1983-1984: Raymond Watson
- 1984-2005: Michael Eisner
- 2005-2020: Robert Iger
- 2020-2023: Bob Chapek
- 2023-presente: Robert Iger

Presidentes
- 1945–1966: Roy Oliver Disney
- 1966–1971: Donn Tatum
- 1971–1977: Card Walker
- 1977–1984: Ron Miller
- 1984–1994: Frank Wells
- 1994–1995: Michael Eisner
- 1995–1997: Michael Ovitz
- 2000–2012: Robert Iger

## Aquisições

### Principais aquisições
- 1993 - Miramax (60 milhões de dólares, vendida em 2010 por 660 milhões) [114]
- 1996 - ABC (19 bilhões de dólares) [115]
- 2001 - Fox Family Worldwide, (5,3 bilhões de dólares) [116]
- 2006 - Pixar Animation Studios (7,4 bilhões de dólares) [117]
- 2009 - Marvel (4,3 bilhões de dólares) [118]
- 2012 - Lucasfilm (4,05 bilhões de dólares) [119]
- 2014 - Maker Studios (500 milhões de dólares)[120]
- 2019 - 21st Century Fox (71,5 bilhões de dólares)[4][87]

### Aquisições em mídia digital
- Disney Interactive Studios:
  - Avalanche Software, estúdio com base em Salt Lake City (19 de abril de 2005) [121]
  - Minds Eye Production, estúdio britânico (7 de junho de 2005) [122]
  - Junction Point Studios, estúdio de Warren Spector (12 de julho de 2007)
  - Gamestar, estúdio chinês (7 de abril de 2008) [123]
  - Wideload Games, estúdio com base em Chicago (8 de setembro de 2009) [124]
  - Tapulous, estúdio para smartphones com base em Palo Alto (1 de julho de 2010) [125]
  - Internet:
    - Club Penguin, site de mundo virtual para crianças, comprado por 700 milhões de dólares (1 de outubro de 2007) [126]
    - DigiSynd Inc., uma empresa voltada para o desenvolvimento de conteúdos de vídeo pagos (13 de junho de 2009) [127]
    - Enorbus, um provedor de conteúdo para o telefone móvel chinês, comprado por 20 milhões de dólares (19 de março de 2010) [128]
    - Fanlib, um site de comunidade dedicada à fanfiction por 3 milhões de dólares (4 de junho de 2008) [127]
    - Ideal Bitum site que oferece e-mail de boas ideias verdes por 15 milhões de dólares (12 de junho de 2008) [129]
    - iParenting Media, um provedor de conteúdo para a família (4 de dezembro de 2007) [130]
    - Kaboose, um site voltado para atividades familiares e parentalidade, comprada por 23,3 milhões de dólares (2 de abril de 2009) [131]
    - Kerpoof, um site criativo para as crianças (19 de fevereiro de 2009) [132]

  - Jogos online
    - Playdom, um conjunto de vários estúdios de jogos sociais para Facebook e MySpace, comprado por 763 milhões de dólares (27 de julho de 2010) [133]

## Empreendimentos

### Índia
A Disney aproveitou mudanças na legislação indiana para investir pesadamente no país. Em 2000, por exemplo, a legislação que diz respeito às empresas estrangeiras foi relaxada através da revogação da Lei de Gestão de Câmbio: agora, empresas estrangeiras poderiam criar empreendimentos no país. Dois anos depois, as garantias em matéria de propriedade intelectual foram fortalecidas e, desde 2004, empresas estrangeiras podem criar franquias na Índia.
Andy Bird, presidente da Walt Disney International, é o responsável por supervisionar o interesse da companhia na Índia. Foi sob sua liderança que, em 25 de novembro de 2006, a Disney comprou um canal de televisão indiano para jovens: Hungama TV. Em 2013, Andy Bird disse que o foco do projeto da Disney na Índia, com a compra da UTV, não era criar uma subsidiária indiana da Walt Disney Company, mas uma empresa indiana da Disney. As primeiras ações no país foram a criação de programas da Walt Disney Television e ABC em dezembro de 2004.
Em março de 2007, a Disney Consumer Products (DCP) abriu sua primeira loja na Índia, a Disney Artist. A DCP introduziu, em 3 de junho de 2006, a marca Disney Jeans: uma nova gama de produtos, roupas e calça jeans para a família, comercializados através de 20 lojas especializadas abertas na Índia.
A Disney lançou, em maio de 2008, uma coleção de joias em parceria com grupo indiano Popley. Em 3 de outubro de 2008, a Disney anunciou a produção de quatro filmes na Índia, mas como independente, em vez de coprodução com estúdios locais.
De acordo com a publicação oficial da distribuição aos acionistas da UTV em 31 de março de 2009, a Disney possui 59,94% do capital. Em 15 de abril de 2009, a Disney Publishing Worldwide anunciou o lançamento de uma publicação de quadrinhos da Disney na Índia, em Inglês e Hindi, distribuídos pela editora local Junior Diamond. Em 23 de agosto de 2012, o governo indiano permitiu a Disney investir US$ 180 milhões na Índia. Em 15 de janeiro de 2013, a Disney anunciou que vai desenvolver seu projeto americano na Índia por um ano, criando apartamentos temáticos da Disney.

### Higiene pessoal
Em julho de 2007, a Disney Consumer Products lança uma gama de produtos de higiene pessoal (xampu e gel de banho primeiramente, e em seguida, outros produtos). Assim, a empresa troca de método: em vez de fornecer uma licença para um grande fabricante, como Unilever e Procter & Gamble e tocar apenas a marca, a Disney lança em produção direta com o objetivo de ganhar uma maior fatia das receitas. Em 2006, os números para a divisão de produtos de consumo haviam sido de US$ 4 bilhões em royalties pelas vendas estimadas em mais de US$ 26 bilhões de dólares.

### Arquitetura

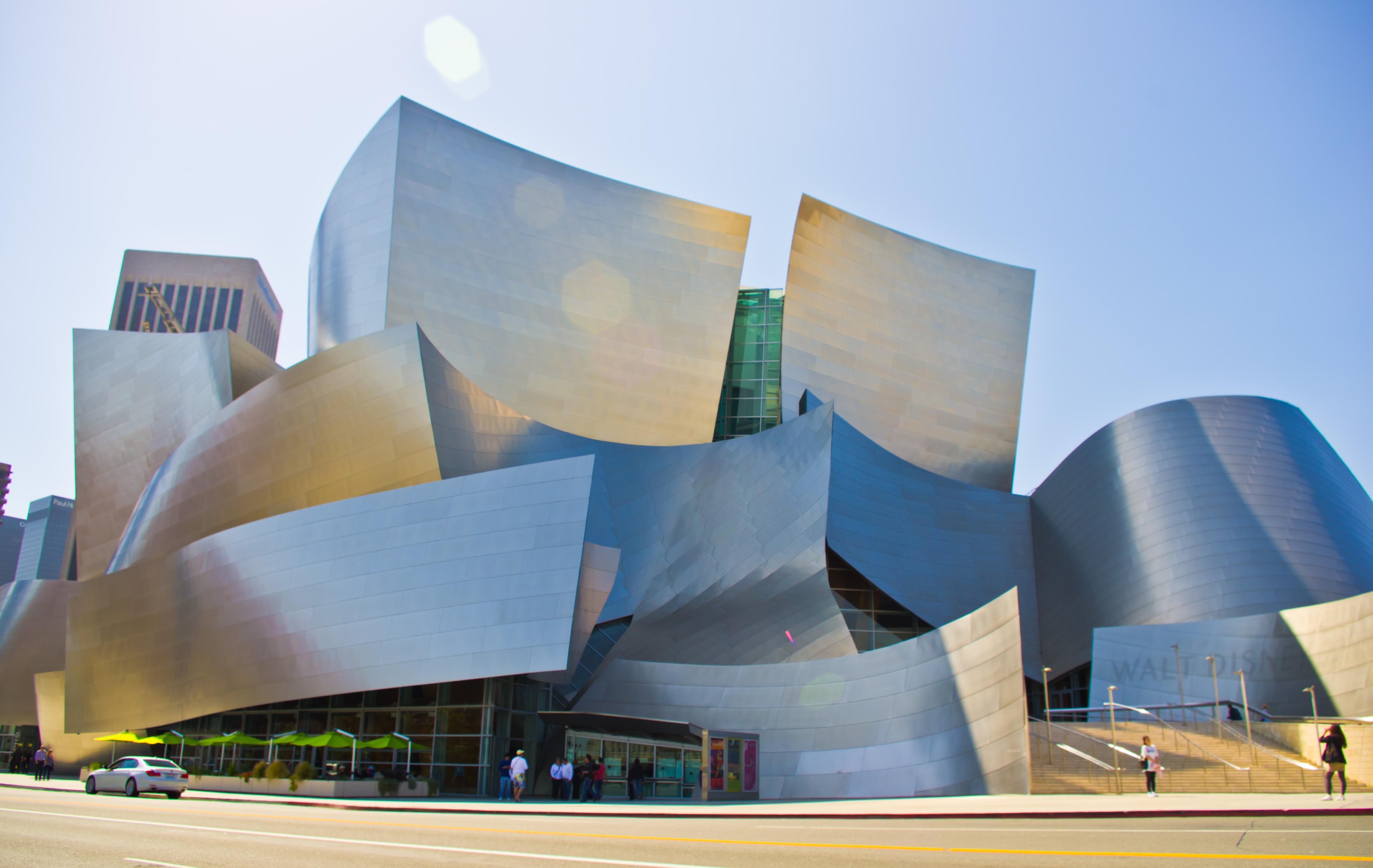
O Walt Disney Concert Hall, em Los Angeles, Califórnia

Desde a década de 1930, a Disney é influenciada pela arquitetura. Mas é sobretudo no início dos anos 1940, com a construção dos estúdios em Burbank, que a empresa entra no mundo da arquitetura. O novo estúdio foi concebido como um campus e não uma fábrica, decisão esta que se tornou um exemplo para outras empresas.
Em 1955, com a Disneyland, Walt Disney e seus Imagineers criaram uma nova forma de arquitetura que lembra as histórias enraizadas na memória coletiva. Entre 1964-65, com a Feira Mundial de Nova York, e, especialmente, em 1982, com o EPCOT, a empresa apresentou uma imponente arquitetura de grandes pavilhões de exposições dedicadas à tecnologia. No EPCOT, também são oferecidos pavilhões que representam as culturas de diferentes países.
Fora dos parques, a Disney construiu vários edifícios empresariais e hotéis. Fazendo uso regular de renomadas empresas de arquitetura, suas obras são frequentemente citadas como referência. Entre as obras de arquiteturas mais famosas do estúdio estão o Walt Disney Concert Hall e o Disney Village, projetados por Frank Gehry, e os prédios e hotéis projetados por Robert AM Stern e Michael Graves. Em 1991, A Walt Disney Imagineering fez uma renovação completa do restaurante panorâmico do Aeroporto Internacional de Los Angeles (LAX), rebatizado de The Encounter Restaurant e inaugurado em dezembro daquele ano. A Disney também tem seus escritórios em muitos locais. De 1983 a 2013, a Disney alugou milhares de metros quadrados na Columbus Avenue, nº 157, em Nova Iorque. Neste endereço, a empresa construiu, em 1983, um edifício de 32 andares do outro lado da sede da ABC. A empresa ocupou os 5 primeiros andares deste prédio, nos quais agrupou seus funcionários, e alugou os restantes.

### Política e direitos autorais
A Disney tem oficialmente um serviço de lobby em Washington desde 1990. Um exemplo dessa atividade é a Disney Government Relations, braço do lobby da Disney. Com sede em Washington, essa empresa é membro da comissão Seção 108, uma força-tarefa criada no verão americano de 2006, a pedido da Biblioteca do Congresso, para estudar o impacto da tecnologia sobre direitos autorais digitais.
A Disney é responsável pela chamada Lei Mickey (Mickey Act), que trata da extensão de prazo de direitos autorias. À época, a lei foi criada para evitar que Mickey Mouse, então com 70 anos, fosse para o domínio público cinco anos depois da Disney ter perdido os direitos sobre o personagem. Esta decisão foi vista como contraditória, já que muitos dos principais filmes do estúdio são baseados em contos de fadas (Como Branca de Neve e os Sete Anões e Cinderela) e outras histórias que estão no domínio público (como Tarzan e A Ilha do Tesouro).

### Educação

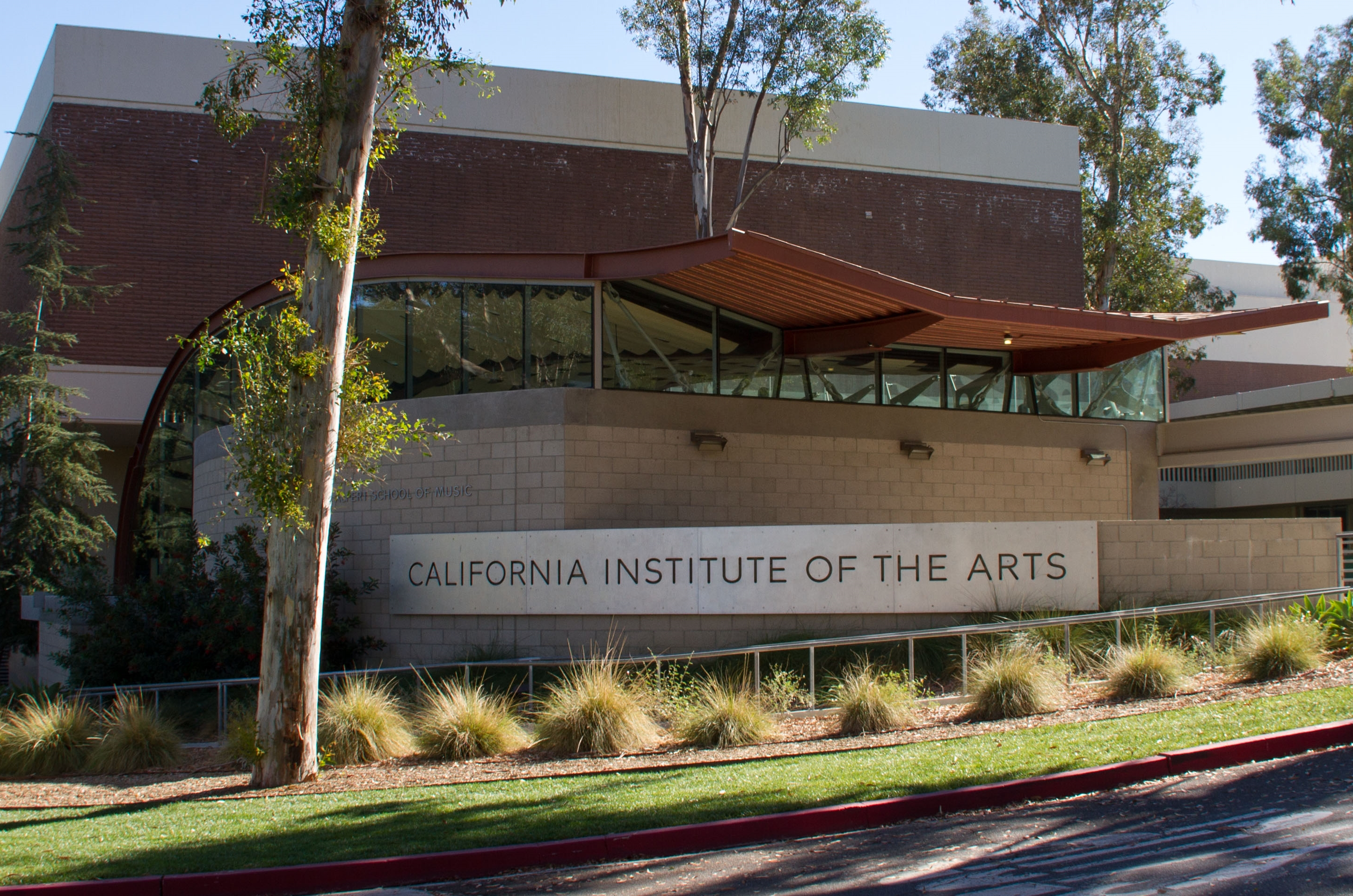
O California Institute of the Arts, em Valencia, Califórnia

A Disney está envolvida com arte e educação através do Instituto de Artes da Califórnia (CalArts), que Walt Disney ajudou a fundar em 1961 como sucessora do Chouinard Art Institute. É do CalArts que vieram a grande maioria dos artistas do estúdio: John Lasseter e Tim Burton, por exemplo, estudaram na CalArts e foram revelados pela Disney.

### Filantropia
Em 1984, por iniciativa de Michael Eisner, a Disney comprou de Paul Tishman, promotor imobiliário em Nova York, uma coleção de arte africana através da sua subsidiária Walt Disney World. Em 3 de outubro de 2005, a Walt Disney Company doou 525 objetos para o Museu Nacional de Arte Africana no Instituto Smithsonian. O resto dos 8,5 mil objetos que compõem a coleção Walt Disney-Tishman vem antes a fevereiro de 2007.
A empresa também está envolvida na conservação da natureza e trabalha em vários projetos. Em abril de 1993, a empresa criou, na Flórida, o Disney Wilderness Preserve. Em 3 de novembro de 2009, a Disney anunciou uma oferta de US$ 7 milhões para a preservação de florestas, incluindo US$ 4 milhões para as reservas comunitárias de Tayna e Kisimba Ikobo, ambas da República Democrática do Congo e do Alto Mayo, no Peru. Em 20 março de 2013, a Disney gastou US$ 3,5 milhões para proteger a floresta do Alto Mayo.
Em 17 de novembro de 2014, a companhia anunciou uma doação de US$ 1 milhão ao Hispanic Scholarship Fund (HSF) para fornecer bolsas de estudo a estudantes latino-americanos. A doação fez parte de um acordo de três anos entre a Disney e o HSF para a criação do Programa de Bolsas Walt Disney Company-HSF. "A Walt Disney Company é uma das empresas mais emblemáticas e respeitadas do mundo, e estamos entusiasmados de trabalhar juntos", disse Fidel A. Vargas, Presidente & CEO da Hispanic Scholarship Fund, que fez o anúncio na conferência latina da Tech Inovação & Media Social, realizada em Anaheim, Califórnia. "O apoio de parceiros corporativos perspicazes, como a Walt Disney Company, torna possível ao HSF aumentar o número de bolsas de estudo universitário, e nos torna capazes de dar prêmios pendentes para estudantes latino-americanos, expandido os recursos educacionais e serviços que oferecemos aos pais latinos e os seus filhos".
Em 2014, a Disney doou US$ 315,7 milhões para organizações sem fins lucrativos que ajudam crianças, famílias e comunidades carentes através de doações em dinheiro, contribuições em espécie, produtos e anúncios de serviço público. Desde 2012, a Disney doou 23 milhões de livros para escolas e crianças.
Dois dias após o Massacre de Orlando, ocorrido no dia 12 de junho de 2016, a Disney anunciou uma doação de US$ 1 milhão ao fundo OneOrlando, que apoia pessoas afetadas pelo atentado. O Walt Disney World Resort também trabalhou com agências locais e líderes para prestar qualquer apoio adicional que fossem necessário. A empresa encorajou membros da equipe e outros funcionários a doarem sangue em cinco locais designados no Walt Disney World para ajudarem as numerosas vítimas da tragédia.

## Críticas e conflitos

### Direitos deWinnie the Pooh
De 1991 a setembro de 2009, a Disney se envolveu num processo com a família de Stephen Slesinger em relação a royalties do personagem Winnie the Pooh. Uma das acusações era a prestação de royalties que a Disney teria com Slesinger: a empresa havia pago os direitos de adaptação para animação, mas não os derivativos. Sem este pagamento de direitos autorais, um prejuízo de US$ 2 bilhões teria sido criado para a família Slesinger. Com a morte de Slesinger em 1953, sua esposa assinou um acordo de licenciamento com a Disney. Depois de 18 anos de litígio, um juiz de Los Angeles disse que a Disney não tinha cometido qualquer violação de contrato e não a obrigou pagar os royalties.

### Controvérsias ambientais
A empresa também foi acusada de abuso dos animais por grupos de proteção, principalmente devido aos cuidados e procedimentos em vigor dos animais selvagens do Animal Kingdom, e o uso de filhotes não desmamados no filme 101 Dálmatas (1996). Os grupos de bem-estar dos animais apontaram alguns filmes da empresa como causa do aumento da procura de filhotes por um público despreparado para a adoção de animais, a maioria dos quais teria sido, em seguida, abandonada.
O relatório de desenvolvimento ambiental para uma área do Great Guana Cay nas Ilhas Ábaco acusa a Disney de má gestão de um lote de 90 hectares (0,36 km²) no qual a empresa parcialmente desenvolveu um projeto de cruzeiro sob o nome de Treasure Island, mas abandonou. O relatório emitido pela Universidade de Miami e o Colégio das Bahamas denunciou a Disney por deixar no local equipamentos perigosos, como transformadores elétricos e tanques de gasolina, o que fez com que algumas espécies de plantas e insetos sumissem, atrapalhando a fauna e flora locais.

### Controvérsias com grupos conservadores
Alguns filmes da Miramax, incluindo Priest (1994) e Dogma (1999), sofreram veementes protestos da Liga Católica Americana. A Disney adiou a data de lançamento do filme Dogma por causa das controvérsias em torno do filme e, depois, vendeu os direitos de distribuição para a Lions Gate.
A Liga Católica Americana, associada às Assembleias de Deus e outros grupos conservadores, também tem condenado e aberto ações contra a Disney e seus parceiros de publicidade, atacando o show da ABC Nothing Sacred, sobre um padre jesuíta, o livro juvenil Growing Up Gay (Crescendo gay), publicado pela Hyperion, e a anual celebração organizada por gays e lésbicas no parques da Disney.
A Convenção Batista do Sul e a Associação da Família Americana boicotaram a Disney, opondo-se aos benefícios de parceria doméstica ofertados pela empresa aos seus funcionários gays e mostrando sua oposição a série Ellen, da ABC, em que a personagem de Ellen DeGeneres sai do armário. A Disney ignorou os dois boicotes, que foram removidos em 2005.
A Disney, através do programa VoluntEARS, fazia parte das empresas que doava milhares de dólares à Boy Scouts of America (BSA), organização que rege os escoteiros dos EUA. Contudo, depois do grupo vetar a existência de líderes gays (podem existir escoteiros gays, mas eles são proibidos de assumirem qualquer papel de liderança), a empresa anunciou, em março de 2014, depois de notificar a BSA, que cancelaria suas doações. O porta-voz dos Escoteiros dos Estados Unidos, Deron Smith, afirmou que estava "decepcionados" com a Disney, porque as doações eram importantes para as crianças, mas afirmou estar "confiante" de que a Disney iria reconsiderar sua posição. Até o momento, a companhia não se manifestou sobre o assunto. A Disney tem como diretrizes não discriminar ou apoiar grupos que incentivem preconceitos com base em raça, religião, cor, sexo, nacionalidade, idade, estado civil, capacidade mental ou física, ou orientação sexual.

#### Acusações de mensagens subliminares
A relação tensa que a Disney mantém com os religiosos estourou em 1994, quando a então subsidiaria da Disney, Miramax, lançou o filme Priest, sobre um padre gay, que o superior não cumpre o celibato, e tem que decidir se quebra o voto de confissão para salvar uma garota molestada sexualmente pelo pai. O filme foi amplamente criticado pelos católicos que iniciaram um boicote a Disney, que foram logo apoiado pela Convenção dos Batistas Sulistas. Com o boicote, diversos rumores sobre mensagens subliminares nos desenhos da Disney foram trazidos à tona e passaram a ser usados para dar força à acusação de que a Disney estaria determinada a deturpar os valores familiares cristãos.

Frame de The Rescuers, com a mulher de topless ao fundo

Em 1995, um grupo de lobby chamado American Life League acusou vários filmes da Disney, incluindo O Rei Leão, A Pequena Sereia e Aladdin, de conter mensagens subliminares e imagens de características sexuais. No artigo intitulado "Aladin Exposto", a Movie Guide Magazine, uma revista cristã de cinema, alegou haver uma cena em que se pode ouvir ao fundo a frase bons adolescentes, tirem suas roupas (no original, good teenagers, take off your clothes). Alguns meses depois, a Disney enviou uma carta à revista afirmando que a frase era simplesmente Chispe, bom tigre, decole e vá (no original, scat, good tiger, take off and go). No filme, Aladdin tem um tapete voador e take off pode significar tanto despir-se quanto decolar. O editor da Movie Guide se retratou, admitindo que não havia sinal de manipulação subliminar no filme.
Em 8 de janeiro de 1999, três dias depois da segunda versão de The Rescuers (1977) ser lançada em home video, a companhia anunciou um recall de cerca de 3,4 milhões de cópias VHS, porque havia, de fato, uma imagem censurável no fundo do cels do filme. A imagem em questão, uma mulher topless numa janela ao fundo da cena, aparece na cena em que Bernardo e Bianca estão voando, durante dois frames borrados (não consecutivos). É impossível ver a cena na exibição normal, dado que a imagem aparece em apenas dois quadros, e o filme exibe, em média, 30 quadros por segundo. A Disney afirmou que a imagem era uma sabotagem presente desde a produção original, embora a empresa tenha afirmado que a mulher nua não está presente na versão VHS de 1992, porque essa versão "foi feita a partir de um material diferente". Também sustentaram que as imagens não foram colocadas no filme por nenhum de seus animadores, mas sim no processo de pós-produção. Ninguém havia notado a existência da mulher nua até a Disney retirar o filme das lojas. O caso, contudo, ainda é usado pelos religiosos como representando uma "mensagem subliminar".
Em 10 de janeiro de 1999, dois dias após o recall, foi anunciado no site do jornal The Independent o seguinte: "Uma porta-voz da Disney disse que as imagens de The Rescuers foi uma sabotagem colocada no filme durante a produção, mas ela se recusou a dizer o porquê e quem as colocou... A empresa disse que o objetivo do recall era manter sua promessa de que as famílias podem confiar e contar com a marca Disney para oferecer o melhor em entretenimento familiar".
Em A Pequena Sereia, foi afirmado que o padre que celebra o casamento de Ariel tem uma ereção durante a cerimônia. Na verdade, a protuberância que dá origem ao rumor é o joelho do personagem, que pode claramente ser visto em outras cenas.
No filme O Rei Leão, a controvérsia foi acerca de uma cena em que Simba se deita no chão e a poeira levantada supostamente formaria a palavras sex. A afirmação, contudo, foi contrariada por Tom Sito, animador do filme, que explicou que as palavras escritas no ar eram SFX e não SEX e foi um easter egg do departamento de animação, sem a intenção de causar controvérsia.

### Críticas por estereótipos e sexismo

Grupos feministas frequentemente acusam a Disney de sexista, especialmente sua linha de princesas, por representarem "donzelas em perigo" e uma imagem irreal do sexo feminino, sempre representado de maneira magra e branquiada.

As Princesas Disney são constantemente acusadas por educadores, mulheres e grupos feministas de serem um mau modelo para meninas, por representarem o arquétipo da "donzela em perigo", a ideia de que mulheres só se tornam seres realizados após o casamento. por incentivarem padrões de beleza irreais, já que a maioria das as princesas são esbeltas e branquiadas. Até as princesas de outras etnias, como Pocahontas e Mulan, são branquiadas quando aparecem com as outras princesas da franquia Disney. Outras feministas, como Nicole Sawyer, têm uma visão menos negativa das princesas, afirmando que elas foram feitas numa época em que imperavam crenças patriarcais na sociedade e as mulheres tinham que desempenhar os papéis impostos pelo seu gênero. Sendo assim, elas veem que, com filmes mais recentes de princesas como Pocahontas, Mulan, A Princesa e o Sapo, Brave e Frozen, a Disney está tentando mudar a imagem da "donzela em perigo" de suas princesas, tornando-as mais independentes, de modo que se relacionem com a realidade das garotas de hoje.
Entretanto, as polêmicas sobre padrões de beleza e sexismo continuam. No início de 2013, o site de petições online Change.org organizou um abaixo-assinado para fazer com que a Disney reveja os produtos comercializados em seu site, além de propor um boicote às vendas enquanto a empresa continuar usando estereótipos de gênero para vender seus produtos. Segundo a petição, a Disney Store comercializa camisetas com os dizeres "Seja um herói" para os meninos e "Eu preciso de um herói" ou "Eu só beijo heróis" para as meninas. A Disney respondeu retirando a camisa "Eu preciso de um herói" de suas lojas e substituindo por "Girl Power".
Pouco depois, a empresa se envolveu em outra polêmica por repaginar o visual da princesa Merida, de Brave. A polêmica teve início em maio de 2013, quando a princesa ruiva, conhecida pelo estilo mais sapeca e pelos cabelos despenteados, teve o molde do seu corpo, o cabelo e a roupa mudados para uma nova linha de brinquedos. Em sua nova versão, Merida estava magra e com um olhar mais sensual. Além disso, o arco que utiliza como arma foi deixado de lado na nova versão. O visual foi duramente criticado por feministas, fãs e pela diretora do filme, Brenda Chapman. Assim, foi aberta outra petição contra a empresa no Change.org, que chegou a 100 mil assinaturas. A Disney não divulgou nenhum comunicado sobre o assunto, mas retirou no dia 16 de maio de 2013 a imagem do sítio Disney Princess.
Após o lançamento de Avengers: Age of Ultron, a Disney envolveu-se novamente em uma polêmica: em um brinquedo lançado para o filme, a Viúva Negra — que é a personagem que aparece na cena original — foi substituída pelo Capitão América. Rodrigo Torres, do portal AdoroCinema, comentou: "A alteração é grotesca e sintomática. Em primeiro lugar, distorce um momento marcante do filme, relegando a fidelidade ao produto original para segundo plano para fins comerciais – o que não faz o menor sentido, já que o produto será comprado por fãs que certamente identificarão a distorção, e não deverão ficar nada satisfeitos com isso. Em segundo, a iniciativa endossa as acusações de sexismo por parte da Disney, como vem sendo veiculado mundo afora. Ou é razoável colocar o Homem de Ferro sobre uma motocicleta, quando sua armadura é um modo de transporte de última geração que lhe permite voar além da estratosfera? Seria no mínimo mais plausível respeitar a integridade da sequência em questão, em que uma mulher normal demonstra suas incríveis habilidade e coragem para salvar homens com superpoderes (que têm ainda mais cenas de ação no filme). Não acha?" A companhia foi duramente criticada, especialmente no Twitter.

### Críticas por ser woke
É grande o número de críticas que a empresa centenária recebe por ser demasiadamente woke (exagerar na dose ao abordar temas de justiça social ou consciência política). Durante entrevista para o canal americano CNBC, em 4 de abril de 2024, o CEO da Disney, Bob Iger, falou sobre esse assunto, afirmando que é importante levantar bandeiras de inclusão, mas "precisamos ser uma empresa de entretenimento em primeiro lugar".